# فرودگاه یونگ‌ژوی لینگ‌لینگ
فرودگاه یونگ‌ژوی لینگ‌لینگ (به انگلیسی: Yongzhou Lingling Airport) یک فرودگاه همگانی با کد یاتا LLF است . این فرودگاه در کشور چین قرار دارد .

## شرکت‌های هواپیمایی و مقصدهای پروازی
| شرکت‌های هواپیمایی  | مقصدهای پروازی           |
| ------------------ | ------------------------ |
| هواپیمایی شرقی چین | کونمینگ چانگشوی، شنژن بن |
| GX Airlines        | هایکو میلان              |
| اوکی ایرویز        | چانگشا هوانگهوا          |